# Жест по локоть

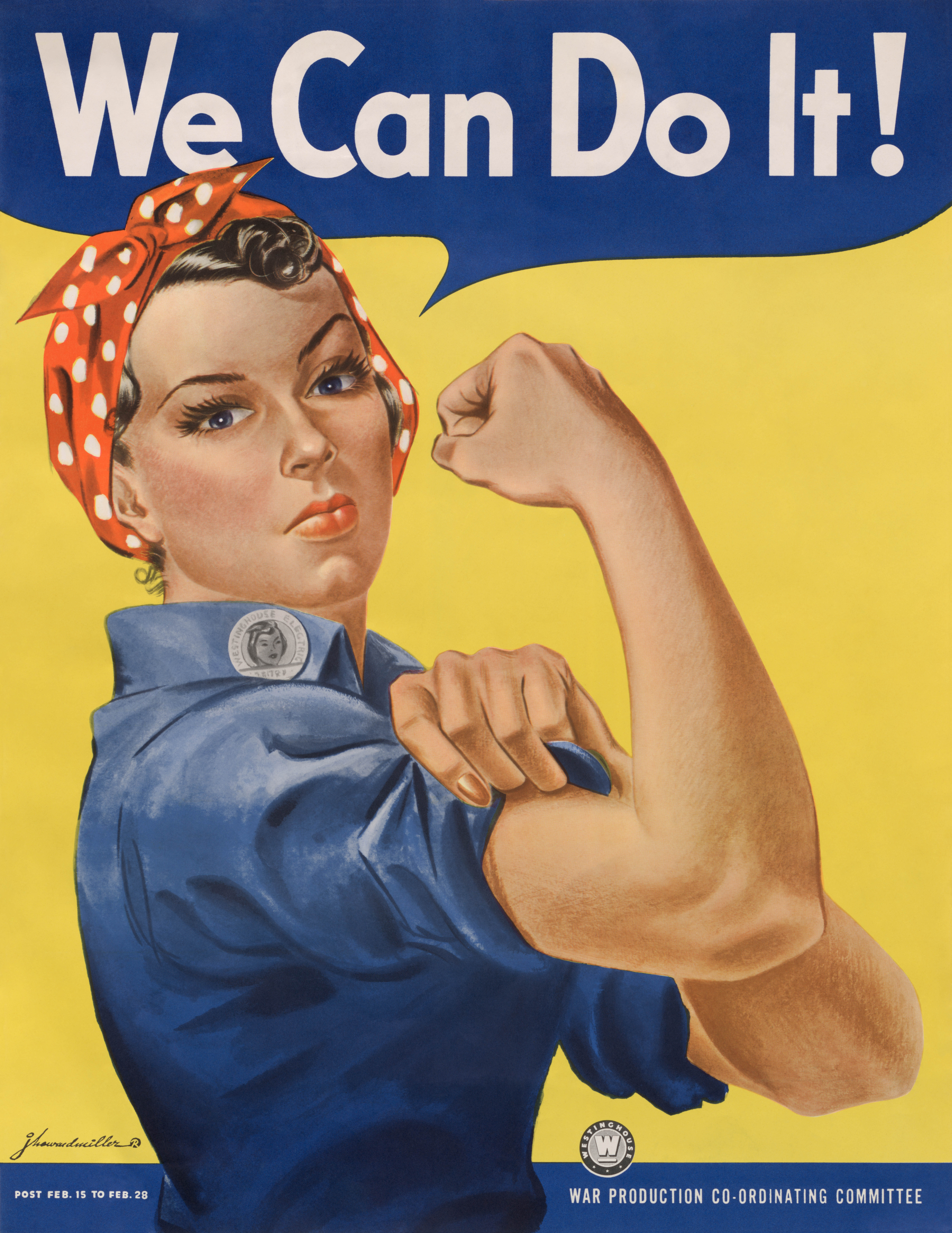
Американский плакат «We Can Do It!» времён Второй мировой войны. В данном случае жест другой - женщина демонстрирует мускулы

Жест по локоть или Полруки, во Франции известный как Рука чести (фр. Bras d'honneur) — общеизвестный оскорбительный жест, выражающий отказ кому-либо в просьбе. Заключается в сгибании в локте правой руки примерно на 90-135°, при котором левая кисть кладётся на локтевой сгиб правой, а правая рука быстро сгибается, или наоборот. Во многих странах подобный жест используется как символ грубого отказа и прямого оскорбления. Синонимичен среднему пальцу по значению как фаллический символ.

## Жест в древнем мире
Жест был известен ещё в античности. В 121 г. до н. э. этот жест, которым ликтор Антиллий оскорбил в народном собрании сторонников Гая Гракха, послужил причиной убийства ликтора, а последнее в свою очередь — поводом для вооружённого столкновения, в котором погиб Гракх.

## Жест в разных странах

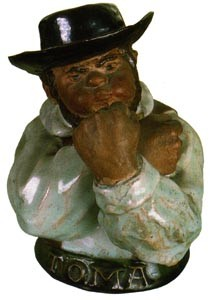
Фигурка португальского народного персонажа Зе Повинью, демонстрирующего жест

- В Польше этот жест называется жестом Козакевича (пол. gest Kozakiewicza) в честь польского прыгуна с шестом Владислава Козакевича, чемпиона Олимпиады 1980 года в Москве. После своего победного прыжка Козакевич показал подобный жест зрителям, которые постоянно его освистывали. Поляка хотели лишить медали, однако польская делегация убедила советских организаторов в том, что Козакевич никого не хотел оскорбить, а руку согнул непроизвольно из-за мышечного спазма[3][4].
- В Хорватии этот жест носит название Боснийский герб (хорв. Bosanski grb), поскольку именно изображение согнутой в локте руки с мечом было гербом Боснии во времена существования Австро-Венгрии.
- В Италии жест называется Зонтик (итал. Gesto dell'ombrello), его самое известное упоминание — появление его в фильме Федерико Феллини «Маменькины сынки». Герой Альберто Сорди показывает группе рабочих сначала собственный язык, а потом и жест по локоть.
- В Колумбии этот жест носит название «ходете» (исп. jódete) или «фриегате» (исп. friégate), в буквальном переводе «обделайся».
- В Португалии смысл подобного жеста под названием «мангиту» (порт. manguito) неоднозначный: с одной стороны, это откровенное оскорбление; с другой стороны, это фирменный жест одного из символов Португалии — Зе Повинью.
- В Мексике этот жест известен под названием «срез рукава» (исп. corte de manga) и, как и во многих странах, является оскорбительным. В частности, мексиканский футбольный тренер Хавьер Агирре, работая на посту наставника сборной Египта, в матче против Туниса в ноябре 2018 года дважды показал этот жест тунисским болельщикам, вызвав их крайнее возмущение[5].